# Spermophorides lascars
Spermophorides lascars е вид паяк от семейство Pholcidae. Видът е критично застрашен от изчезване.

## Разпространение и местообитание
Разпространен е в Сейшели.
Обитава скалисти райони и гористи местности.